# Westjordanland

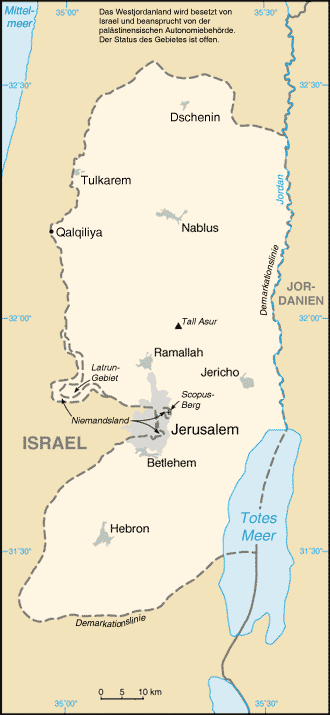
Westjordanland

Das Westjordanland (arabisch الضفة الغربية, DMG aḍ-Ḍaffa al-Ġarbiyya, aḍ-Ḍiffa al-Ġarbiyya, hebräisch הגדה המערבית haGada haMa'arawit) oder die West Bank (englisch) erhielt seinen Namen aufgrund seiner Lage westlich des Jordans. Es ist das größere der beiden palästinensischen Gebiete (das andere ist der Gazastreifen), die den De-Facto-Staat „Palästina“ bilden.
Als ein Binnengebiet nahe der Mittelmeerküste in der Levante Vorderasiens grenzt es im Osten an Jordanien und das Tote Meer sowie im Süden, Westen und Norden an Israel (entlang der Grünen Linie). Seit 1967 steht das Gebiet unter israelischer Besatzung, die von der internationalen Gemeinschaft als völkerrechtswidrig angesehen wird. Einige Vororte Ostjerusalems wurden von Israel annektiert und zu Jerusalemer Stadtgebiet erklärt, den nicht annektierten Teil des Westjordanlands bezeichnet Israel als „Judäa und Samaria“ (hebräisch יהודה ושומרון Jehuda we-Schomron). Es hat die nicht-israelischen Bewohner unter israelische Militärgerichtsbarkeit gestellt.
Von Israel offiziell anerkannt wird knapp die Hälfte des Westjordanlands als Teil der Palästinensischen Autonomiegebiete verwaltet. Dieses Gebiet besteht aus zahlreichen Enklaven. Offiziell gehört zu diesen Gebieten auch der Gazastreifen, der jedoch seit 2007 von der radikal-islamischen Hamas kontrolliert wird.
Das Westjordanland hat eine Fläche von etwa 5800 Quadratkilometern; rund 220 Quadratkilometer davon sind Wasserfläche. Von den 2023 geschätzt rund 3,17 Millionen Bewohnern sind etwa 2,7 Millionen Palästinenser (Muslime, Christen und Samaritaner) und etwa 468.000 Juden, die in ca. 213 israelischen Siedlungen und deren 132 Außenposten leben. In diese Zahlen nicht einberechnet sind ca. 236.000 Israeli auf dem Gebiet des von Israel annektierten Ostjerusalem. Der Internationale Gerichtshof (IGH) erklärte die Besetzung bzw. Annexion der palästinensischen Gebiete in einem am 19. Juli 2024 veröffentlichten Gutachten für völkerrechtswidrig. Basierend auf dem Gutachten fordert die Resolution ES-10/24 der UN-Generalversammlung den Rückzug Israels aus den besetzten Gebieten innerhalb eines Jahres.

## Geschichte

von Israel annektierte Gebiete Status der übrigen Gebiete des Westjordanlandes nach den Vereinbarungen in Oslo:
Bereich A: Palästinensische Polizei- und Zivilkontrolle
Bereich B: Israelisch-palästinensische Polizei- und palästinensische Zivilkontrolle
Bereich C: Israelische Polizei- und Zivilkontrolle

In biblischer Zeit siedelten im heutigen Westjordanland verschiedene kanaanitische Völker, namentlich Phönizier, Samaritaner und Hebräer. Letztere begründeten die alten Königreiche Israel und Judäa. Im Lauf seiner mehrtausendjährigen Geschichte wurde das Gebiet oftmals von anderen Völkern okkupiert; Teile davon gehörten zu den antiken Reichen Assur, Ägypten, Persien und zum Römischen Reich, später dann zum Kalifat der Abbasiden, zum Osmanischen Reich und zum Britischen Weltreich.
Als Bestandteil des britischen Völkerbundsmandats für Palästina wurde das Westjordanland von der UN-Vollversammlung im Teilungsplan von 1947 dem zu gründenden arabischen Staat zugesprochen. Im Palästinakrieg wurde es 1948 von Jordanien besetzt und 1950 annektiert. Im Sechstagekrieg vom Juni 1967 wurde es von Israel erobert und steht seither unter israelischer Militärverwaltung; Ostjerusalem und Umgebung wurden dagegen von Israel 1980 – laut der Resolution 478 des UN-Sicherheitsrates – völkerrechtswidrig annektiert.

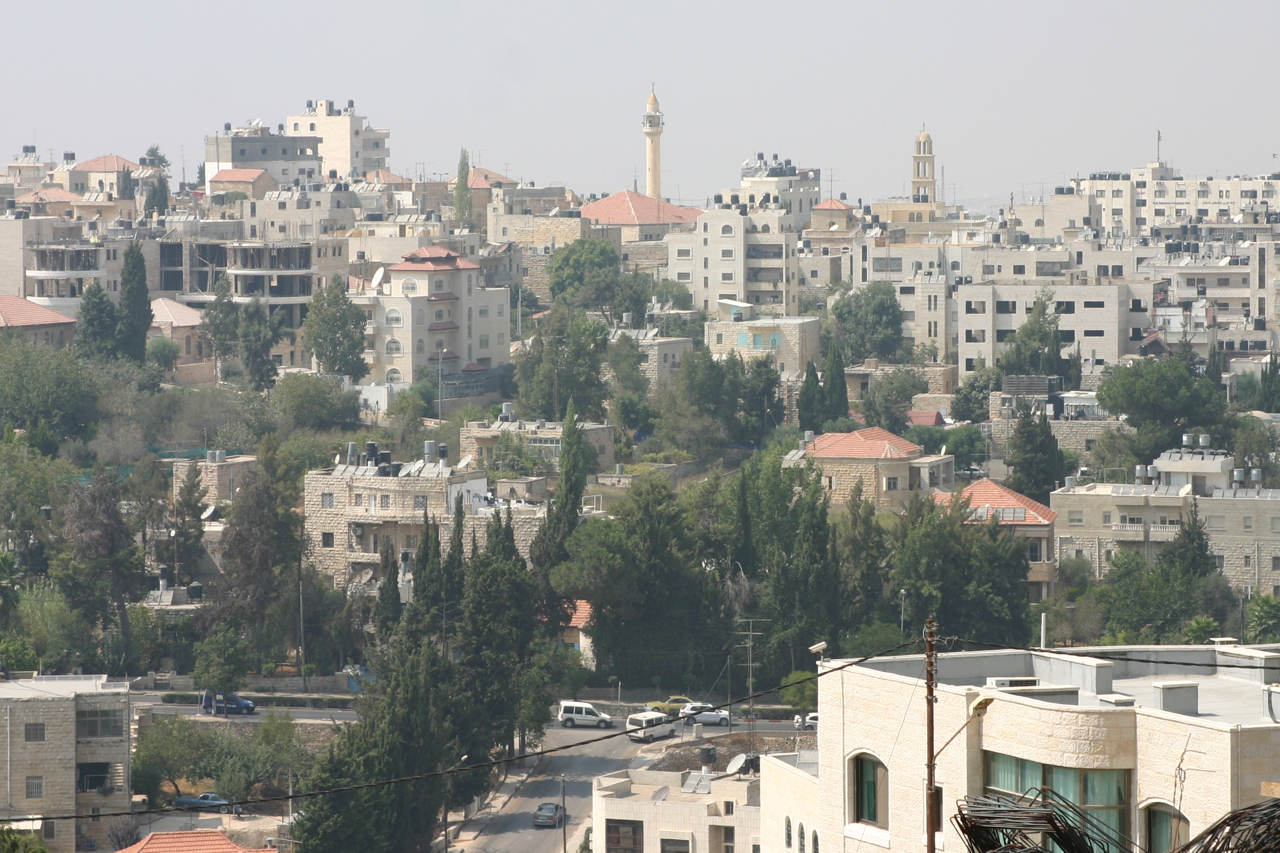
Ramallah 2010

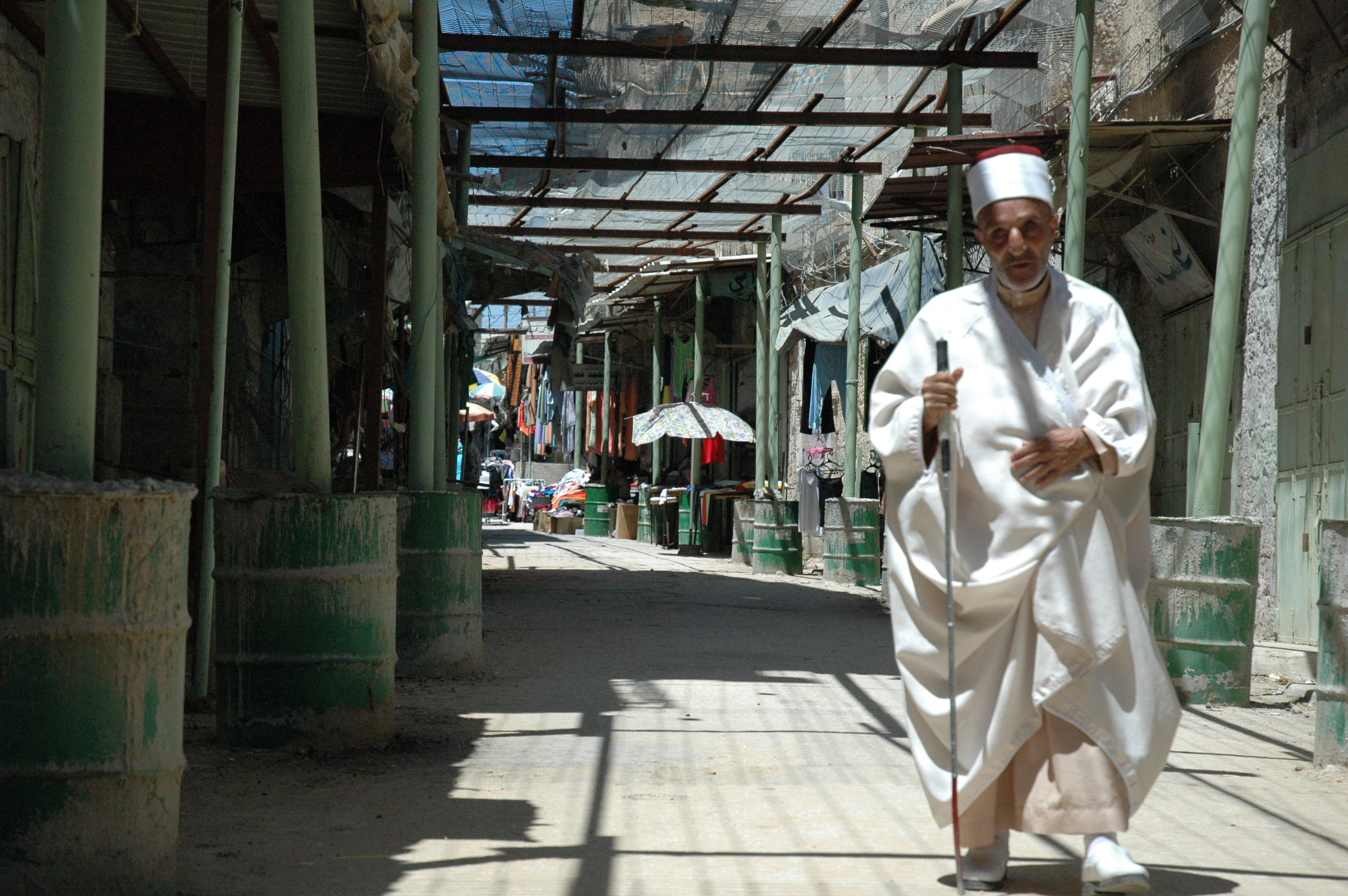
Markt in der Altstadt von Hebron mit leeren Ständen 2006

Ebenso wie der Gazastreifen gehören heute 40 Prozent des Westjordanlandes zu den Palästinensischen Autonomiegebieten und werden nominell (formal) von der Palästinensischen Autonomiebehörde (PNA) verwaltet – u. a. die Städte Jericho, Nablus, Dschenin, Tulkarm, Qalqiliya, Ramallah, Bethlehem und 80 % von Hebron. Im Ergebnis des innerpalästinensischen Bürgerkrieges übernahm die radikal-islamische Terrororganisation Hamas im Kampf um Gaza Juni 2007 die alleinige Kontrolle über den Gazastreifen; im Gegenzug wurden die Hamas und ihre Anhänger im Westjordanland entwaffnet und aus allen politischen Ämtern entfernt.

## Bezeichnung
Seit Mitte des vorigen Jahrhunderts ist die englische Bezeichnung West Bank (Westufer) die weltweit gängigste Bezeichnung für diesen Teil Palästinas; im Deutschen wird er meist als Westjordanland bezeichnet. Beide Bezeichnungen für dieses palästinensische Autonomiegebiet beziehen sich auf das Gebiet westlich des Flusses Jordan und des Staates (Trans-)Jordanien.
Die Bezeichnungen West Bank und East Bank für bestimmte Gebiete des Königreichs Jordanien wurden von König Abdallah I. geprägt, der diese englischen Bezeichnungen ins Arabische übersetzte, wo sie populär wurden und aus denen sie dann wieder zurückübersetzt ins Englische gelangten.

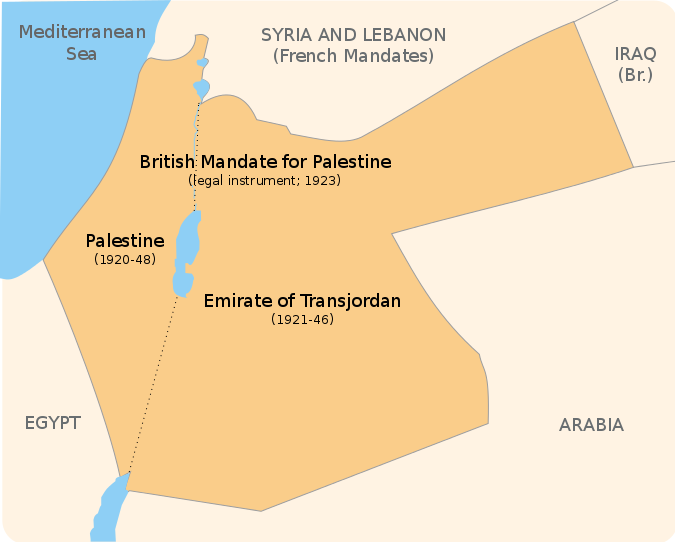
Gebiet des Völkerbundmandats für Palästina in den Grenzen von 1921 bis 1946

Zur Zeit der britischen Herrschaft (Völkerbundsmandat für Palästina) waren die Bezeichnungen Cis-Jordan und Trans-Jordan, auch West- und Ostpalästina gebräuchlich. Sowohl Winston Churchill als auch der Politiker Zeev Jabotinsky sprachen von „den beiden Ufern des Flusses“. Ostpalästina, auch East Bank genannt, wurde von den Briten vom Mandatsgebiet Palästina abgetrennt und unter dem Namen Transjordanien ein Emirat, das 1946 als Königreich Transjordanien seine Unabhängigkeit erlangte. Im ersten arabisch-israelischen Krieg von 1948 eroberte Transjordanien den östlichen Teil Jerusalems und weite Teile des als arabischer Staat im UNO-Teilungsplan vorgesehenen Gebietes Westpalästinas. Nach der Militärbesatzung und anschließenden Annexion der 1948 eroberten Gebiete Westpalästinas erfolgte 1950 die Umbenennung des Staates, der sich fortan als haschemitisches Königreich Jordanien bezeichnet. 1988 hat der arabische Staat Jordanien alle Ansprüche auf sein ehemaliges Besatzungsgebiet aufgegeben. Der Name Cisjordanien, der heute in der Schweiz und in romanischen Sprachen gebräuchlich ist, bedeutet übersetzt „auf dieser Seite des Jordanflusses“, analog dazu bedeutet Transjordanien „auf der anderen Seite des Jordanflusses“.
„Judäa und Samaria“ als Bezeichnung für das ganze Gebiet geht auf das Neue Testament zurück und wurde auch in umgekehrter Reihenfolge benutzt. Manchmal wurden und werden auch Bezeichnungen wie das „Hügelland von Samaria oder Judäa“ verwendet.
Die Bezeichnungen Jehuda und Schomron finden sich in der jüdischen Bibel. Jehudah, griechisch und lateinisch Judäa, ist das Hügelgebiet südlich von Jerusalem, Schomron, griechisch und lateinisch Samaria, dasjenige nördlich der Stadt bis südlich von Galiläa. In Israel wird das Gebiet seit den 1970er Jahren in amtlichen Publikationen als Judäa und Samaria (Jehuda we'Schomron) bezeichnet.

## Grenzen

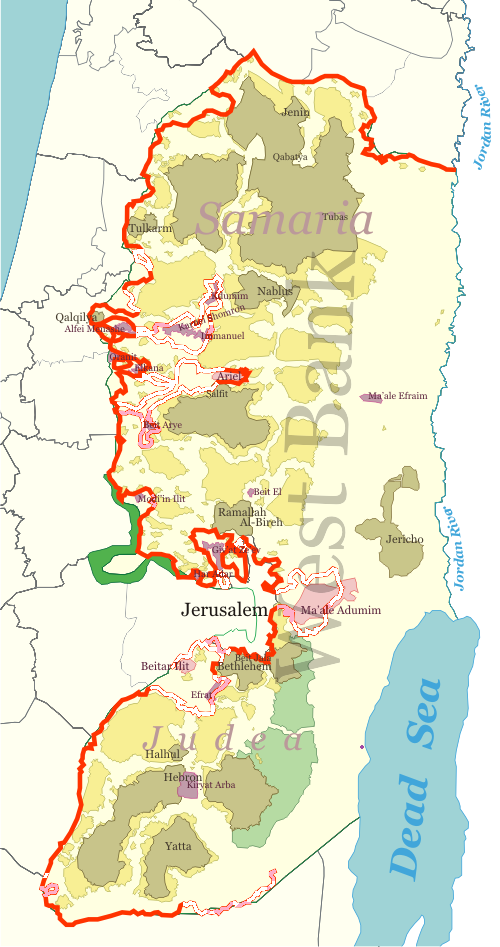
Sperranlagenverlauf 2011

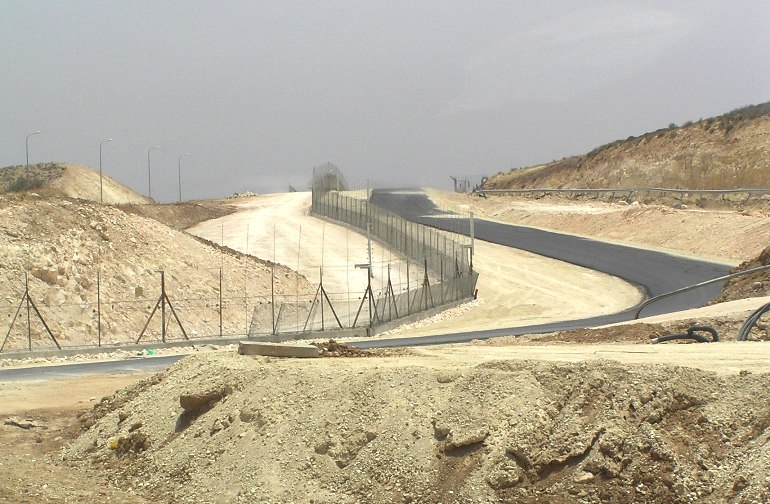
Sperranlage: überwiegend ein Sicherheitszaun (hier südlich von Hebron)

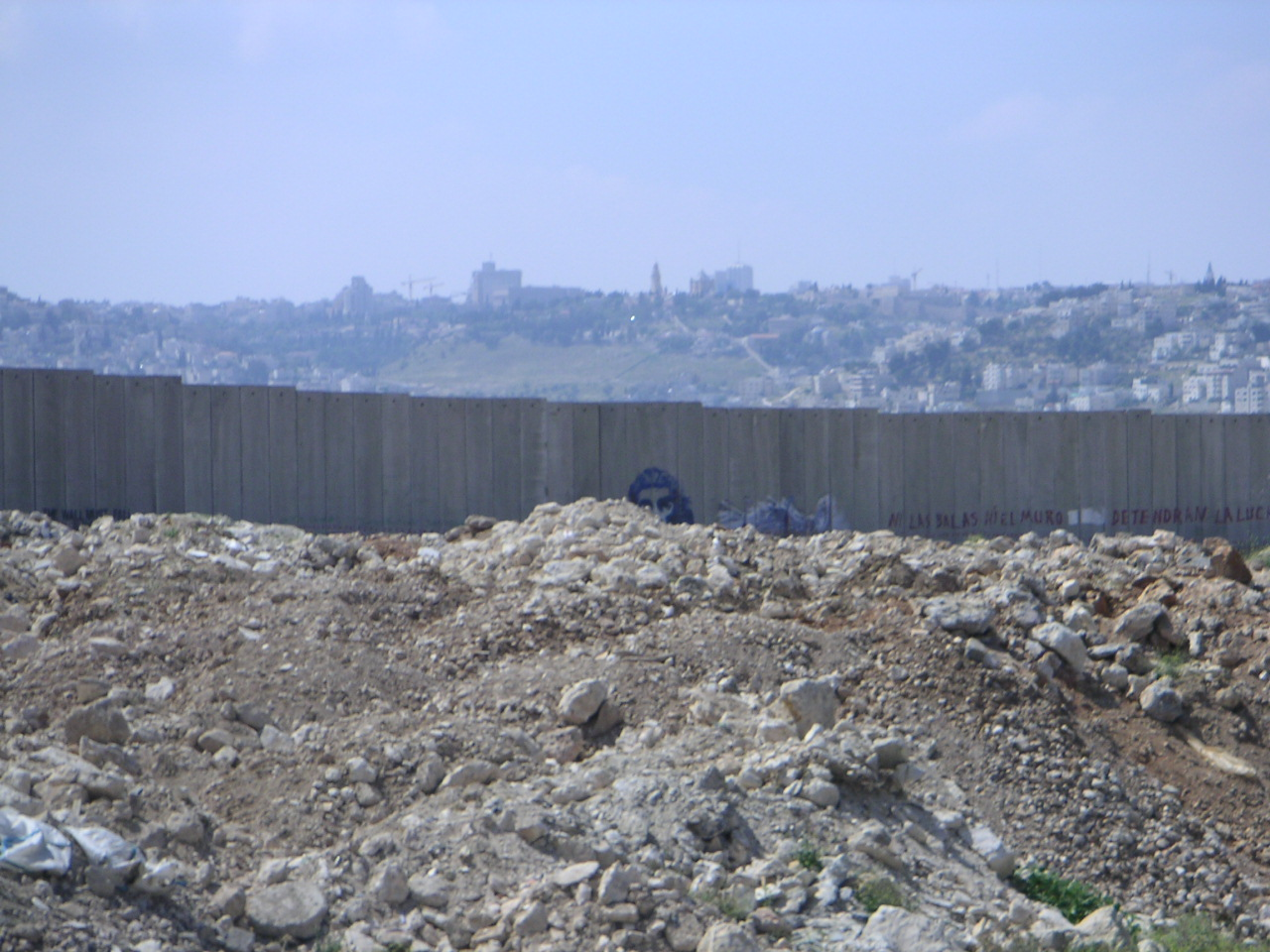
Sperranlage in der Nähe von jüdischen Siedlungen: an wenigen Stellen eine stärkere Sicherheitsbefestigung

Das Westjordanland hat eine Grenze von 404 Kilometern, davon 307 Kilometer mit Israel und 97 Kilometer mit Jordanien. Gegen Jordanien ist es durch den Jordan und das Tote Meer abgegrenzt, gegen Israel existiert keine natürliche Begrenzung. Die oft als Grüne Linie bezeichnete Waffenstillstandslinie von 1949 verläuft südlich vom See Genezareth bogenförmig in Richtung Jerusalem, das sie durchschneidet, und erreicht in einem weiteren Bogen südöstlich von Hebron das Tote Meer.
In der UN-Resolution 242 von November 1967 wird neben dem Rückzug der israelischen Streitkräfte aus (den) Gebieten, die während des jüngsten Konflikts besetzt wurden, das Anrecht eines jeden Staates in der Region auf „sichere und anerkannte Grenzen frei von Androhungen oder Akten der Gewalt“ betont.
Für teils heftige Kritik sorgt seit etwa 2003 der von der israelischen Regierung betriebene Bau der israelischen Sperranlage, die nur an wenigen Stellen entlang der Grünen Linie verläuft und sich bei den größeren israelischen Siedlungsblöcken tief ins Westjordanland einschneidet. Israel begründet die an wenigen Stellen als Schutzmauer ausgebildete, in weiten Teilen zaunartige Sperranlage mit dem Schutz des israelischen Staatsgebietes und israelischer Bürger vor Terroristen und Selbstmordattentätern aus dem Westjordanland und bezeichnet die Anlage als provisorisch. Bei Anschlägen von Palästinensern auf israelische Autobusse, Nachtclubs und Kaffeehäuser kamen mehr als 1000 Israelis ums Leben. Der Terrorkrieg verlor an Intensität im Zuge der schleppenden Friedensverhandlungen, aber auch, weil Israel das Westjordanland mit der Sperranlage von Israel abriegelte, die einen unkontrollierten Grenzübertritt stark erschwert.
Durch die Sperranlage werden Verkehrswege zerschnitten und Anwohner enteignet. Deutlich zeigt sich dies etwa im Gebiet östlich von Jerusalem und bei Qalqiliya, wo der Bevölkerung palästinensischer Städte der Zugang zum palästinensischen Kernland erschwert wird. Die offizielle palästinensische Seite warnt vor einer geplanten Annexion. Ein Gutachten im Auftrag des Internationalen Gerichtshofes in Den Haag kam im Jahre 2004 zu der Auffassung, die Abtrennung von Gebieten vom Kernland durch die Sperranlage sei illegal.
Im März 2024 erklärte die israelische Regierung von Benjamin Netanjahu 800 Hektar Land des Westjordanlands zu eigenem Staatsgebiet. Nach Angaben der israelischen Organisation Freedom Now, die den Bau israelischer Siedlungen im Westjordanland beobachtet, handelt es sich um die größte Annexion von Land in den Palästinensergebieten seit den Oslo-Abkommen von 1993.

## Bevölkerung
Die Bevölkerungszahl des Westjordanlandes wird je nach Quelle unterschiedlich hoch eingeschätzt. Die CIA gab für das Jahr 2022 eine geschätzte Gesamtbevölkerung von 3.000.021 an, einschließlich der Bevölkerung Ostjerusalems, davon etwa 432.000 israelische jüdische Siedler in der Westbank und rund 227.100 in Ostjerusalem (2019).
Das Westjordanland beherbergt noch einige Flüchtlingslager palästinensischer Flüchtlinge, die 1947/48 aus dem heutigen Staatsgebiet Israels geflohen waren. Dieser Bevölkerungsteil geht jedoch zunehmend in der ansässigen palästinensischen Bevölkerung auf.
Der arabische Bevölkerungsteil wächst vor allem durch eine hohe Geburtenrate. Die Zahl der jüdischen Bewohner nimmt ebenfalls zu, hängt jedoch stark von der politischen Lage und vom Bau neuer Siedlungen ab. 2009 wuchs die Bevölkerung Israels um 1,8 Prozent. Das Wachstum des jüdischen Bevölkerungsanteils lag bei 1,6 Prozent. Im selben Jahr wuchsen die Siedlungen im Westjordanland um 5,6 Prozent. Davon gehen 40 Prozent auf Einwanderungen aus Israel und dem Ausland zurück. Für die arabische Bevölkerung gilt die israelische Militärgerichtsbarkeit, die jüdische Bevölkerung unterliegt der Zivilgerichtsbarkeit.
Der Anteil von Christen lag Anfang des 20. Jahrhunderts bei 11 Prozent. Infolge des Palästinakrieges und des Sechstagekrieges emigrierte ein Großteil der christlichen Bevölkerung. Im Jahr 2017 lag der christliche Bevölkerungsanteil im Westjordanland bei 1,7 Prozent.
Der größte Teil der jüdischen Bevölkerung im Westjordanland konzentriert sich auf die Umgebung der Städte Jerusalem und Modi’in Illit am westlichen Rand des Westjordanlands.

## Jüdische Siedlungen

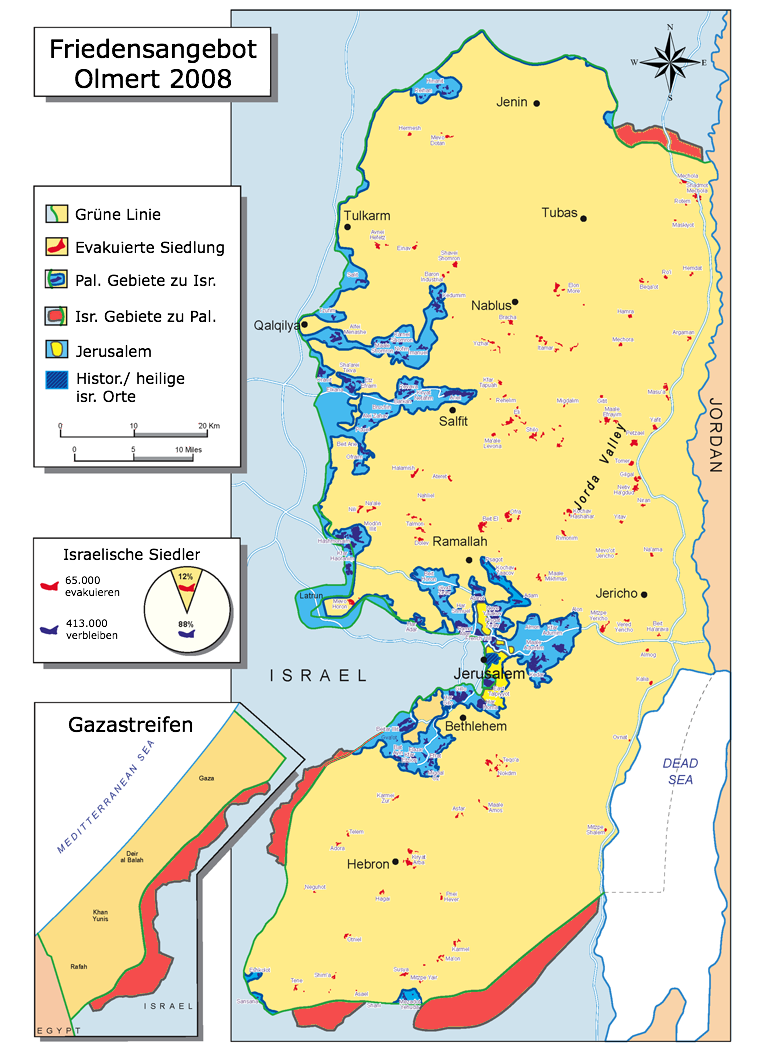
Friedensangebot Israels von 2008 zur Lösung der Siedlungsfrage durch Gebietstausch

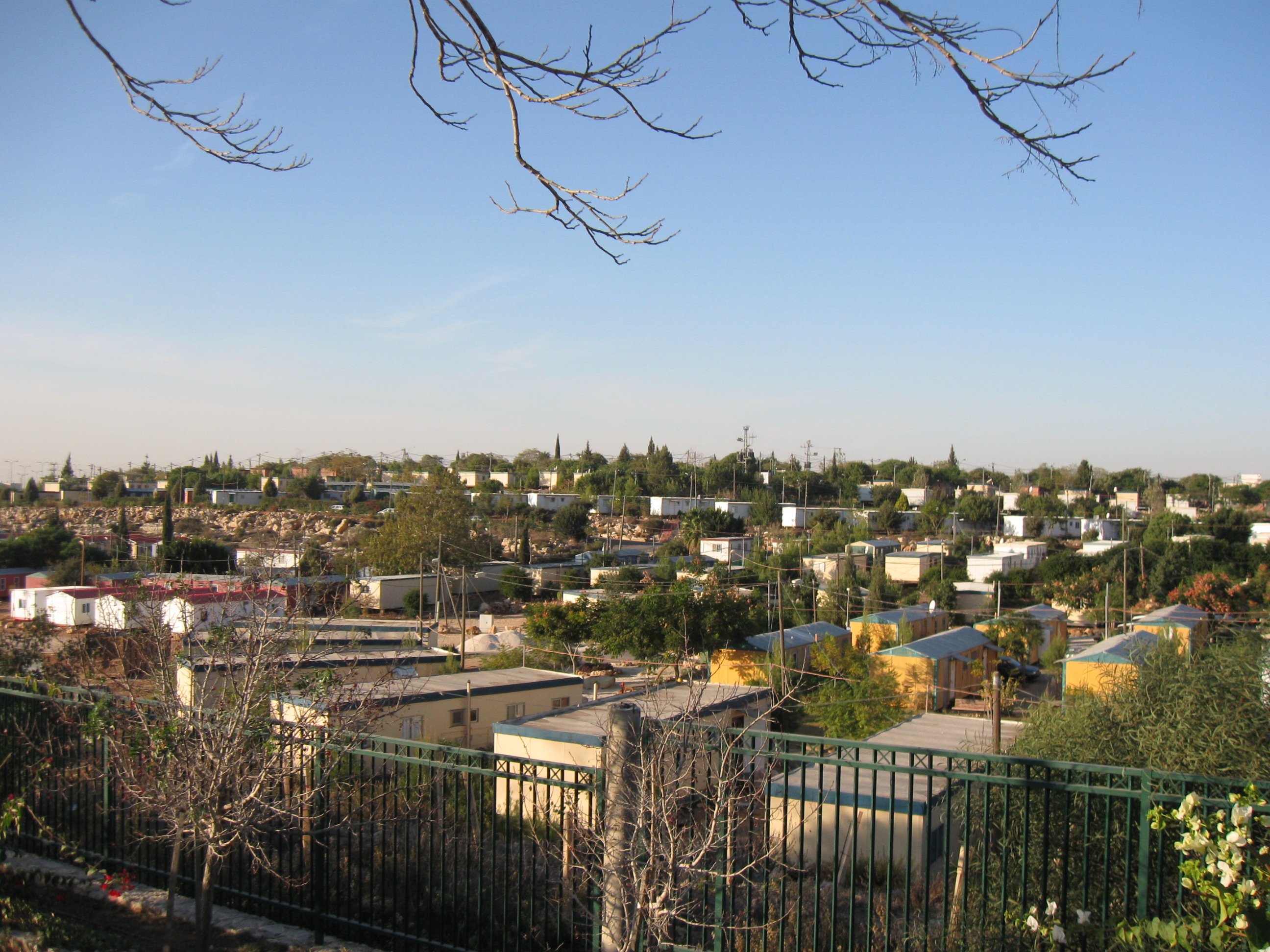
Die jüdische Siedlung Ariel

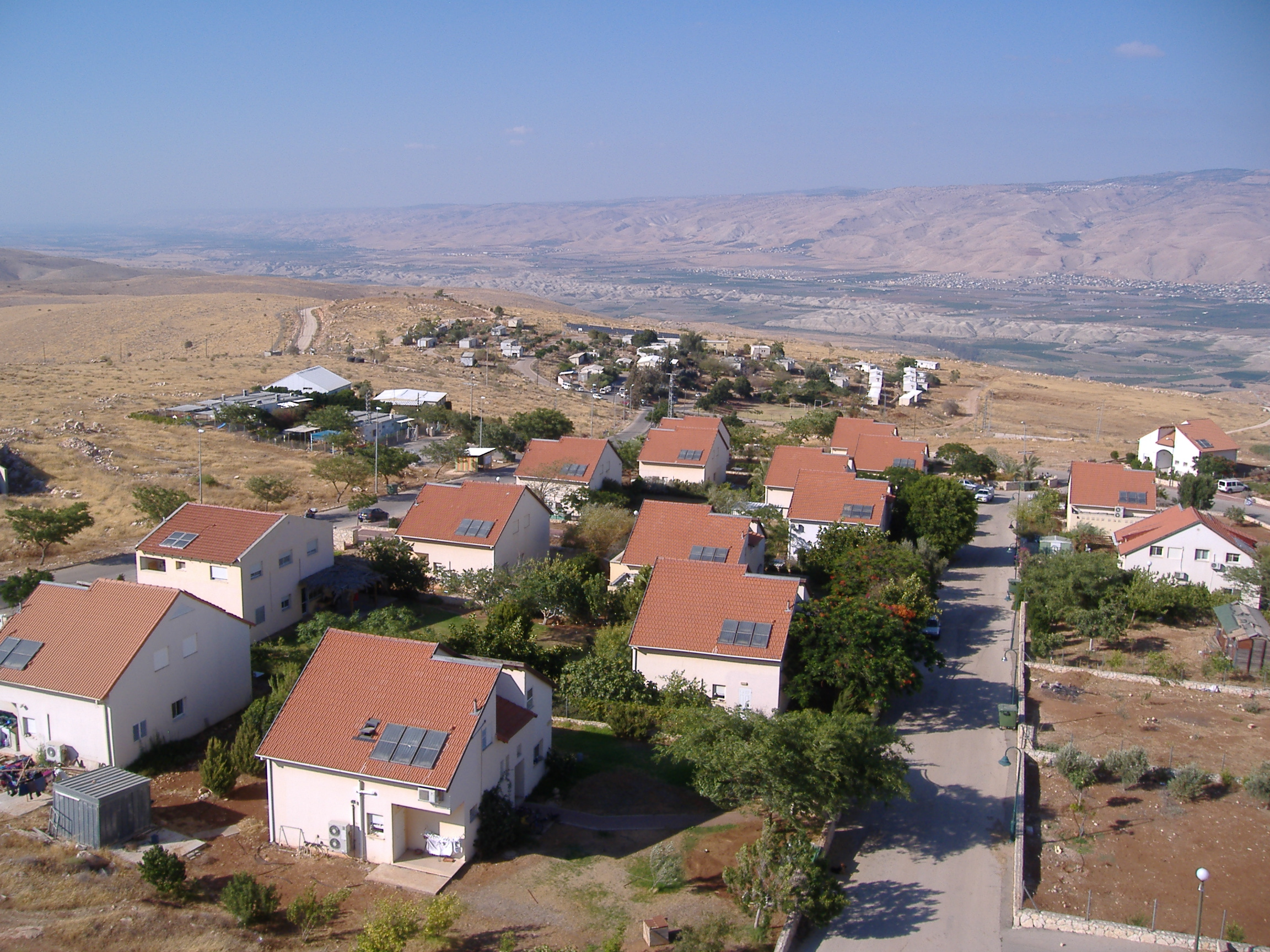
Die jüdische Siedlung Chemdat im Jordantal

Zwischen 1948 und 1967 lebten fast keine israelische Staatsbürger im Westjordanland. Im Verlauf des Sechstagekrieges (5.–10. Juni 1967) erlangte Israel die Kontrolle über den Gazastreifen, die Sinai-Halbinsel, die Golanhöhen, das Westjordanland und Ostjerusalem. Nach dem entscheidenden Sieg Israels in diesem Krieg siedelten dann Hunderttausende Israelis im besetzten Westjordanland. Zwischen 1967 und 1977 wurden in der Westbank die ersten 30 israelischen Siedlungen errichtet. Die erste Siedlung war Kfar Etzion in der heutigen Kommune Gusch Etzion. Ende 2010 gab es im Westjordanland (ohne Ostjerusalem) mehr als 200 israelische jüdische Siedlungen und etwa 145 nichtautorisierte, meist kleinere sogenannte „Außenposten“. Dazu kommen 32 größere und kleinere jüdische Siedlungen in Ostjerusalem, das 1980 der Stadtgemeinde Jerusalem zugeschlagen wurde. Die Annexion Ostjerusalems durch Israel wurde vom Sicherheitsrat der Vereinten Nationen in der Resolution 478 verurteilt und für völkerrechtswidrig erklärt.
Die Mitte 2002 vorgestellte „Roadmap“ – ein vom „Nahost-Quartett“ (UNO, USA, EU und Russland) ausgearbeiteter Friedensplan zur Lösung des Konfliktes zwischen Israel und den bis dato staatenlosen Palästinensern (→ Israelisch-palästinensischer Konflikt) – fordert ein friedliches Nebeneinander von Israel und einen unabhängigen palästinensischen Staat – eine Zweistaatenlösung.
Gemäß der von palästinensischer Seite abgelehnten Roadmap von 2002 hätten der israelische Siedlungsbau im Westjordanland und jegliche israelische Bautätigkeit in Ostjerusalem eingestellt werden müssen. Die israelische Regierung hält hingegen an ihrem Anspruch auf ganz Jerusalem fest und fördert nach wie vor israelische Bauaktivitäten in den genannten Gebieten. Dadurch begünstigt, wuchs die jüdische Bevölkerung der Siedlungen in der Westbank zwischen 2003 und 2009 von 211.400 auf über 289.600 Bewohner an – um ca. 37 Prozent in sechs Jahren. Entgegen der Darstellung der israelischen Regierung, es handle sich um „natürliches Wachstum“, kann von einer gezielten Einwanderungspolitik Israels ausgegangen werden. Dies bestätigt auch Shaul Arieli, der ehemalige israelische Brigadekommandeur für den Gazastreifen und frühere Chef der israelischen regierungsamtlichen Peace Administration, in einer Analyse.
Der stellvertretende israelische Regierungschef Dan Meridor warf der US-Regierung von Präsident Barack Obama vor, mit der Forderung nach einem Siedlungsstopp in der Westbank bestehende mündliche und schriftliche Abmachungen mit der Vorgängerregierung von George W. Bush zu missachten, die Israel dort einen begrenzten Siedlungsausbau zubilligen. Dem stehen die unter George W. Bush in der Roadmap festgeschriebenen Vereinbarungen entgegen. Auch der damalige israelische Premierminister Ehud Olmert gestand 2008 ein, dass der Siedlungsbau im Widerspruch zu den Versprechungen Israels stehe.

### Vertreibung palästinensischer Bauern
Ab Ende des 2010er Jahrzehnts begannen israelische Siedlungsbewohner palästinensische Bauern gewaltsam von Landflächen im Westjordanland zu vertreiben. Innerhalb weniger Jahre dehnte sich die von israelischen Siedlern beanspruchte Landfläche im Westjordanland auf das doppelte der Siedlungsfläche aus. Laut Angaben der israelischen Menschenrechtsorganisation B’Tselem und der Friedensbewegung Peace Now sei die Zahl der Gewalttaten gegen Palästinenser zwischen 2019 und 2020 von 363 auf 507 gestiegen. In der ersten Hälfte 2021 wurden bereits 416 Fälle registriert. Dokumentiert ist, dass das israelische Militär bei Überfällen auf palästinensische Bauern nicht eingriff.
Während des seit Oktober 2023 von Israel geführten Krieges gegen die Hamas – dem fünften Krieg im Gaza-Israel-Konflikt – der Teil des umfassenderen israelisch-palästinensischen Konflikts ist und durch den Terrorangriff der Hamas auf Israel am 7. Oktober 2023 ausgelöst wurde, haben radikale israelische Siedler seit dem 16. Oktober 2023 bereits mehr als 1.000 Palästinenser aus ihren Dörfern vertrieben. Bedroht von Gewalt verließen die Einwohner des Beduinendorfes Wadi Al Siq, das im Jordantal südlich von Hebron liegt, ihre Häuser; im Wadi Al Tiran halten einige Familien trotz der Bedrohung durch radikale israelischen Siedler noch aus. Die Bewohner des nahe gelegenen Dorfes Zanuta dagegen haben ihren Wohnort bereits verlassen. Die Siedler werden durch rechtsextreme Minister in der israelischen Regierung zu einem radikalen Vorgehen bei der Vertreibung der im Westjordanland ansässigen Palästinenser ermutigt. Zu den Propagandisten einer radikalen Vertreibung der einheimischen Bevölkerung des von Israel als „Judäa Samaria“ bezeichneten Westjordanlandes, gehört der israelische Minister für nationale Sicherheit, Itamar Ben-Gvir, der die Verteilung von Tausenden Waffen an Freiwillige aus den Reihen der rund 500.000 in den Siedlungen des Westjordanlandes lebenden Israelis angekündigt hat.
Zwölf europäische Staaten sowie Australien, Kanada und die EU haben die israelische Regierung aufgerufen, gegen die Gewalt von Siedlern im Westjordanland vorzugehen. „Die Zunahme der Gewalt von extremistischen Siedlern gegen Palästinenser ist inakzeptabel“, teilte die britische Regierung mit. Seit Anfang Oktober hätten Siedler mehr als 340 Angriffe begangen, acht palästinensische Zivilisten getötet, mehr als 80 verletzt und rund 1.000 Palästinenser aus ihrem Zuhause vertrieben.

### Bedeutung aus israelisch-militärstrategischer Sicht
Israel dient das Westjordanland militärstrategisch als Pufferzone gegen mögliche militärische Heeresangriffe durch Nachbarländer. Es nutzt die höher gelegenen Gebiete zur Stationierung von Luftabwehrbatterien.

### Religiöse Bedeutung des Westjordanlands für Juden und Christen
Israels Ministerpräsident Benjamin Netanjahu vom Likud spricht von der kulturellen und religiösen Bedeutung des Westjordanlands folgendermaßen: „Die Beziehung zwischen dem jüdischen Volk und dem Land Israel existiert seit über 3500 Jahren. Judäa und Samaria sind die Orte, in denen sich bereits unsere Vorfahren Abraham, Isaak und Jakob aufhielten, sowie David, Salomo und Jeremia. Sie stellen kein fremdes Land dar, sondern das Land unserer Vorfahren.“ Mit dem demselben Impetus können auch Christen Anspruch auf das Westjordanland erheben, wird doch in der Bibel Bethlehem als Geburtsort von Jesus Christus angegeben (Mt 2,5f, Lk 2,4) und lagen mehrere seiner Wirkungsstätten in der heute geographisch abgegrenzten Region, beispielsweise Bethanien, Ephraim, Jericho und Sychar.
Bewohnt wurde das Westjordanland jedoch seit Jahrhunderten von muslimischen Arabern, teils von Beduinen. An der Bevölkerungsentwicklung von Jericho lässt sich die Lebensrealität im Westjordanland bis in die Gegenwart gut ablesen. Während der osmanischen Regentschaft wurden die Steuern von den verschiedenen Religionsgemeinschaften eingehoben. Ein Zensus aus dem Jahre 1596 ergab allerdings, dass damals in Jericho weder Juden, noch Christen lebten. Es gab 51 Haushalte, alle muslimisch. Zu Beginn des Britischen Mandats, im Jahre 1922, ergab eine Zählung 1.029 Einwohner, davon 931 Muslime, 92 Christen und sechs Juden. Damals lebten die verschiedenen Religionsgemeinschaften noch friedlich nebeneinander. Aufgrund der verbesserten Bewässerung kam es in den Folgejahren zu einer Verdreifachung der Bevölkerung. 1945 wurden 3.010 Einwohner gezählt, davon 2.570 Muslime, 260 Christen und 170 Juden.

### Einreiseverbote gegen radikale israelische Siedler
Im April 2024 verhängte die Europäische Union Sanktionen gegen radikale israelische Siedler, denen unter anderem Folter, Erniedrigung und Verstöße gegen Eigentumsrechte vorgeworfen wurden. Sanktioniert wurden neben vier Einzelpersonen auch zwei Organisationen – die radikale Jugendgruppe Hilltop Youth und die rechtsradikale, rassistische Gruppierung Lehava, die laut EU zu Gewalt gegen Palästinensern, Christen und Mitglieder der LGBTQI-Community anstifte. Die sanktionierten Personen dürfen nicht mehr in die EU einreisen, Geschäftsverbindungen mit EU-Bürgern sind untersagt, Vermögenswerte in der EU werden beschlagnahmt. Damit folgte die EU dem US-amerikanischen Vorbild. Präsident Joe Biden hatte im Februar 2024 ein vergleichbares Dekret unterfertigt. Ziel der Sanktionen ist, dass die israelische Regierung künftig gegen die Siedlergewalt vorgehen solle.

### Gutachten des Internationalen Gerichtshofes 2024
In einem am 19. Juli 2024 veröffentlichten Gutachten stufte der Internationale Gerichtshof (IGH) die israelische Siedlungspolitik in den besetzten palästinensischen Gebieten als Verstoß gegen das Völkerrecht ein. „Das Überführen von Siedlern ins Westjordanland und nach Jerusalem sowie die Aufrechterhaltung ihrer Präsenz durch Israel verstößt gegen Artikel 49 der Vierten Genfer Konvention“, erklärte das UN-Gericht. Palästinenser seien einer systematischen Diskriminierung ausgesetzt. Das Gericht forderte die Zahlung von Reparationen und die Rückgabe des seit 1967 von Israel in Besitz genommenen Lands. Der Gerichtshof war Ende Dezember 2022 von der UN-Vollversammlung mit der Erstellung des rechtlich nicht bindenden, aber politisch und diplomatisch bedeutsamen Gutachtens beauftragt worden.

## Landwirtschaft

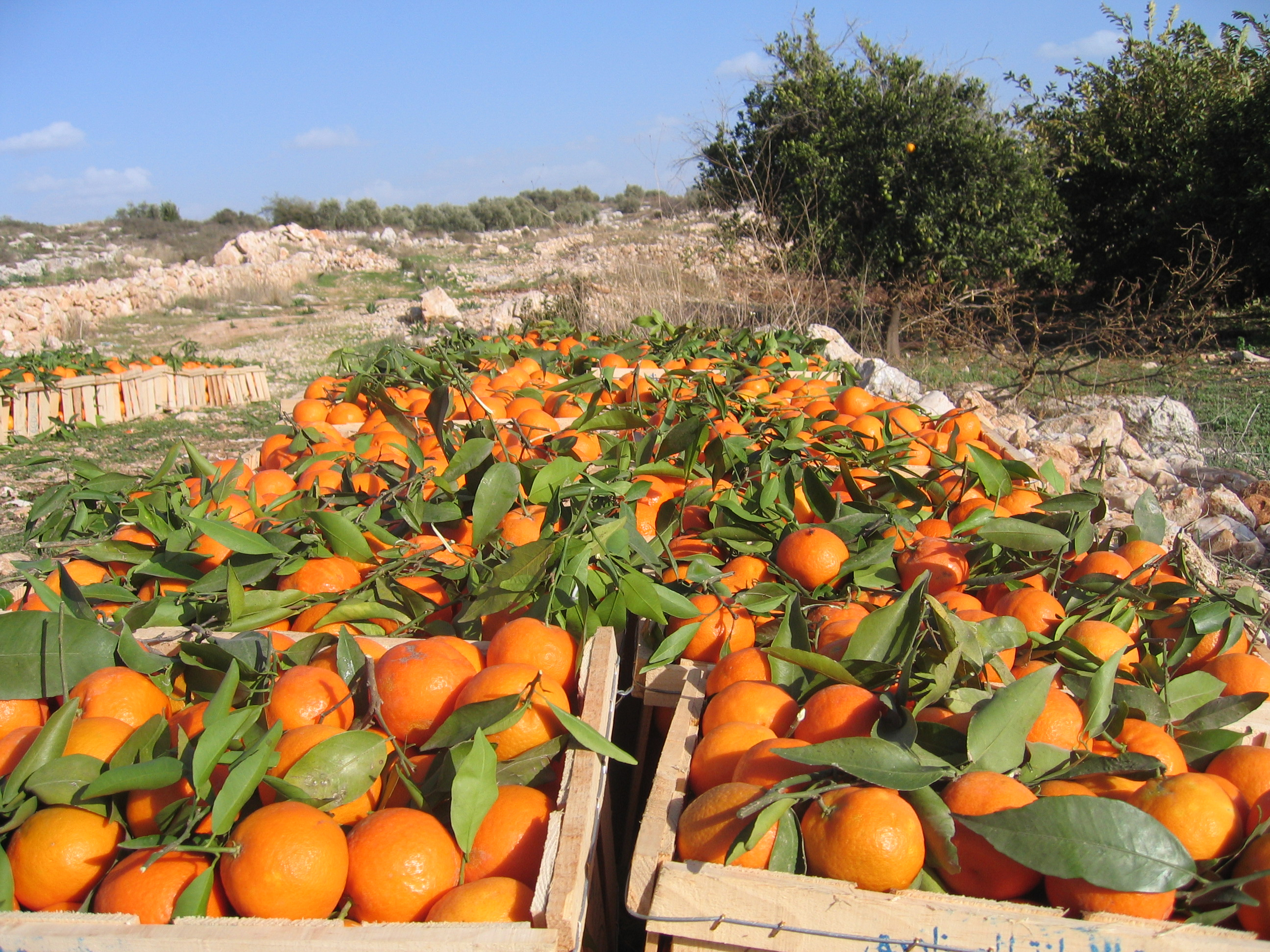
Frisch geerntete Orangen in Kafr Jamal

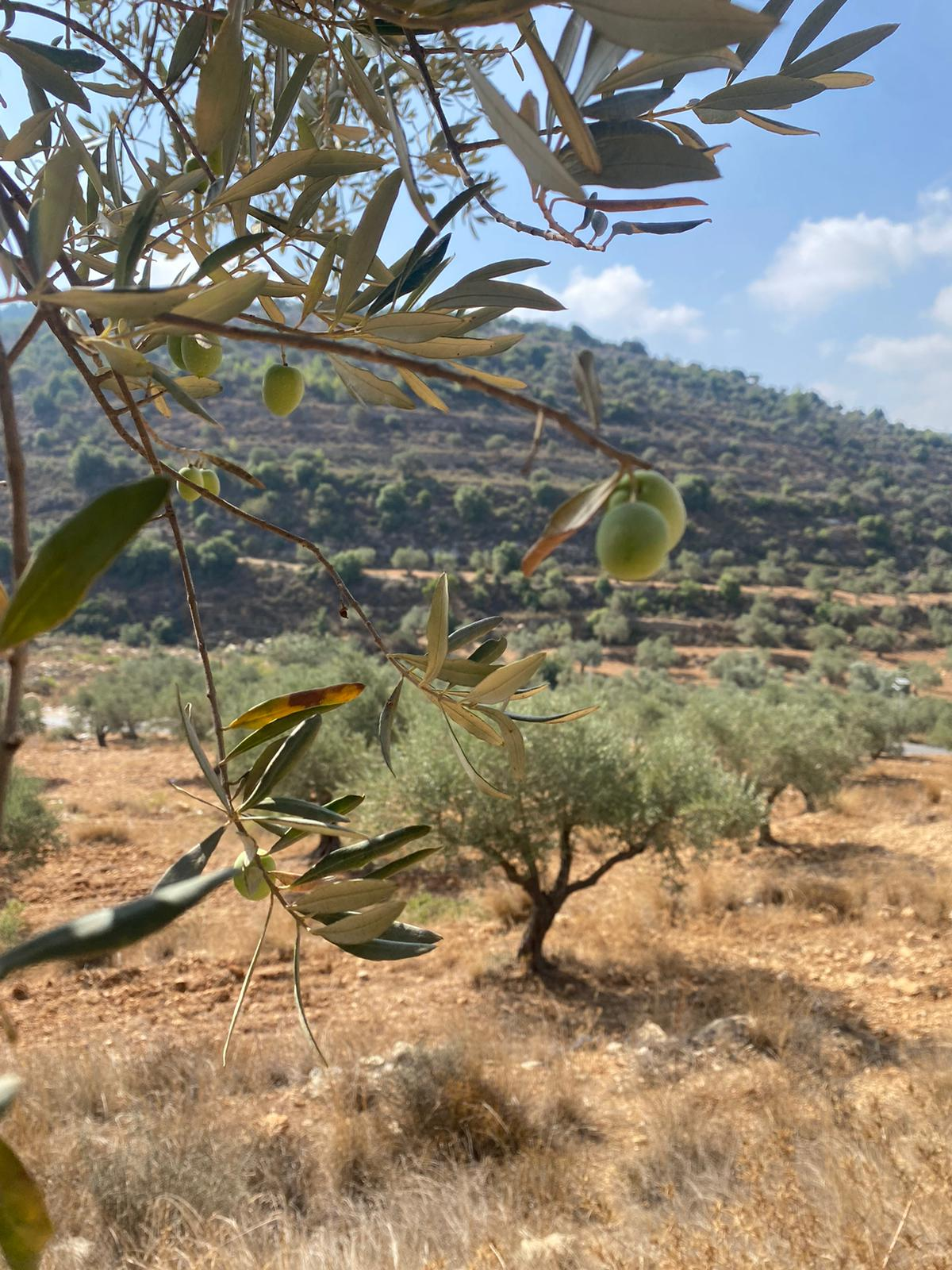
Der Olivenbaum ist in der palästinensischen Kulturgeschichte das Symbol für Verwurzelung, Standhaftigkeit und Stärke und verbunden mit dem Konzept des Sumud. Olivenhaine sind wesentlicher Bestandteil der Landschaft und breiten sich entlang der Hügel und Täler aus.

Die landwirtschaftlichen Produkte der palästinensischen und israelischen Bauern sind typisch mediterran. Angebaut werden Oliven, Datteln, Trauben, Zitruspflanzen, aber auch Avocados sowie Schnittblumen, und am Toten Meer werden Badesalze gewonnen. Daneben wird auch Viehzucht betrieben.

### Einfuhrzölle in die EU
Die Europäische Freihandelsassoziation (EFTA) schloss 1993 mit Israel ein Abkommen, das den zollfreien Import israelischer Waren in diesen Ländern ermöglicht. 1995 unterzeichnete die Europäische Union im Rahmen des Barcelona-Prozesses ein Freihandelsabkommen mit fast allen Mittelmeerstaaten, darunter auch Israel. Die EU und Israel legten darin bevorzugte Handelsbedingungen fest, unter anderem im Zollbereich. Das Abkommen trat im Jahr 2000 in Kraft. Davon ausgenommen sind nur Produkte, die im Westjordanland angebaut und hergestellt werden.
Der Europäische Gerichtshof hat in einer Entscheidung vom 25. Februar 2010 (Rs.: C-386/08) festgestellt, dass die in von Israel besetzten Gebieten hergestellten Waren, hier von Soda-Club, die in Mishor Adumim im Westjordanland hergestellt werden, nicht als israelische Produkte gelten und damit nicht unter die Zollfreiheit der EU fallen.

### Kritik
Kritik kommt z. B. von Amnesty International: Produkte, die in Siedlungen in den besetzten Gebieten hergestellt und trotzdem als „Made in Israel“ deklariert wurden, seien ein Verstoß gegen das Völkerrecht, da keine völkerrechtliche Anerkennung dieses Gebietes vorliegt. Nach einer Klage des Weingutes Psagot entschied der Europäische Gerichtshof im November 2019, dass die Produkte aus den Siedlungen entsprechend gesondert zu kennzeichnen seien.
Kritisiert werden ferner Enteignungen palästinensischer Bewohner und die ungleiche Verteilung von Ressourcen wie Elektrizität sowie Trink- und Grundwasser.
Palästinensische Organisationen, denen sich zahlreiche Organisationen und Einzelpersonen angeschlossen haben, verlangen mit der Kampagne Boycott, Divestment and Sanctions einen Boykott israelischer Waren, und zwar nicht nur die der jüdischen Siedler im Westjordanland, sondern auch aus ganz Israel, sowie einen Boykott kultureller und wissenschaftlicher Begegnungen in jeder Form. Die Parlamente und Regierungen von Deutschland, Österreich und Tschechien haben die BDS-Kampagne als antisemitisch eingestuft.

## Verkehr

### Verkehrsnetz
Der Verkehr findet ausschließlich auf der Straße statt. Das Westjordanland besitzt ein Straßennetz von rund 4500 Kilometern, von denen 2700 Kilometer asphaltiert sind. Es existieren vier Typen von Straßen: Die meist schlecht ausgebauten Straßen, die für alle Fahrzeuge zugänglich sind, Straßen, die für Fahrzeuge mit israelischen Kennzeichen frei, für Fahrzeuge mit palästinensischen Kennzeichen nur mit besonderer Bewilligung zugänglich sind, Straßen, die Fahrzeugen mit israelischen Kennzeichen vorbehalten sind, und Straßen, die für israelische Fahrzeuge gesperrt sind. Die Benutzung der Straßen wird an Grenzkontrollpunkten überprüft. Es gibt drei asphaltierte Flugplätze, die jedoch nicht zivil genutzt werden.

## Kultur und Sehenswürdigkeiten
- Geburtskirche Jesu in Bethlehem
- Hirtenfelder in Beit Sahur
- Kloster und Ausgrabungen in Jericho (Arīḩā)
- Ausgrabungen des alten Samaria-Sebaste in Sebastia bei Nablus
- Herodium zwischen Bethlehem und Hebron
- Klosterlandschaft El-Bariyah
- Palast des Hischam, umayyadische Ruine bei Jericho
- Nationalparks: En-Malqoah-Naturreservat in Bardalah, Har Kabir, Naturreservat in Khirbat Asalah Yaa'r Rehan, Mea'rat-Laqef-Naturreservat in Khirbat Asalah, Enot-Zuqim-Naturreservat in Qalya
- Grab der Patriarchen in Hebron